# Feelin’ So Good (singel)
Feelin’ So Good – czwarty singel Jennifer Lopez promujący jej debiutancką płytę On the 6. Lopez nagrała ten singel z udziałem raperów Big Pun i Fat Joe. Pierwotnie miał to być pierwszy singel promujący płytę, ale pozostał nim „If You Had My Love”. Mimo że single nie odniósł takich sukcesów, jak poprzednie, to uzyskał pozytywna opinie krytyków, uważających, że jest to jeden z najlepszych singli wokalistki. Singel zawiera elementy piosenki Strafe z 1984 roku „Set It Off”.

## Teledysk
Teledysk został nakręcony w grudniu 1999 roku przez Paula Huntera w dzielnicy nowego Jorku, Bronksie.

## Lista utworów
U.S. mini CD single
1. „Feelin’ So Good” (Thunderpuss Radio Mix) – 4:32
2. „Feelin’ So Good” (Album Version featuring Big Pun and Fat Joe) – 5:26

U.S. maxi CD single
1. „Feelin’ So Good” (Album Version featuring Big Pun and Fat Joe)
2. „Feelin’ So Good” (Bad Boy Single Mix featuring Big Pun and Fat Joe)
3. „Feelin’ So Good” (Thunderpuss Radio Mix)
4. „Feelin’ So Good” (HQ2 Radio Mix)
5. „Feelin’ So Good” (Matt & Vito’s Club Mix)
6. „Feelin’ So Good” (HQ2 Club Mix)
7. „Feelin’ So Good” (Thunderpuss Club Mix)
8. „Feelin’ So Good” (Bad Boy Mix featuring P. Diddy and G. Dep)

## Pozycje na listach przebojów
| Lista (2000)                         | Najwyższa pozycja |
| ------------------------------------ | ----------------- |
| Australian ARIA Singles Chart        | 20                |
| Canadian Singles Chart               | 7                 |
| Dutch Top 40                         | 30                |
| German Singles Chart                 | 39                |
| New Zealand RIANZ Singles Chart      | 11                |
| Swedish Singles Chart                | 58                |
| Swiss Singles Chart                  | 22                |
| UK Singles Chart                     | 15                |
| U.S. Billboard Hot 100               | 51                |
| U.S. Billboard Hot R&B/Hip-Hop Songs | 44                |
| U.S. Billboard Hot Dance Club Play   | 1                 |